# Ken Hom

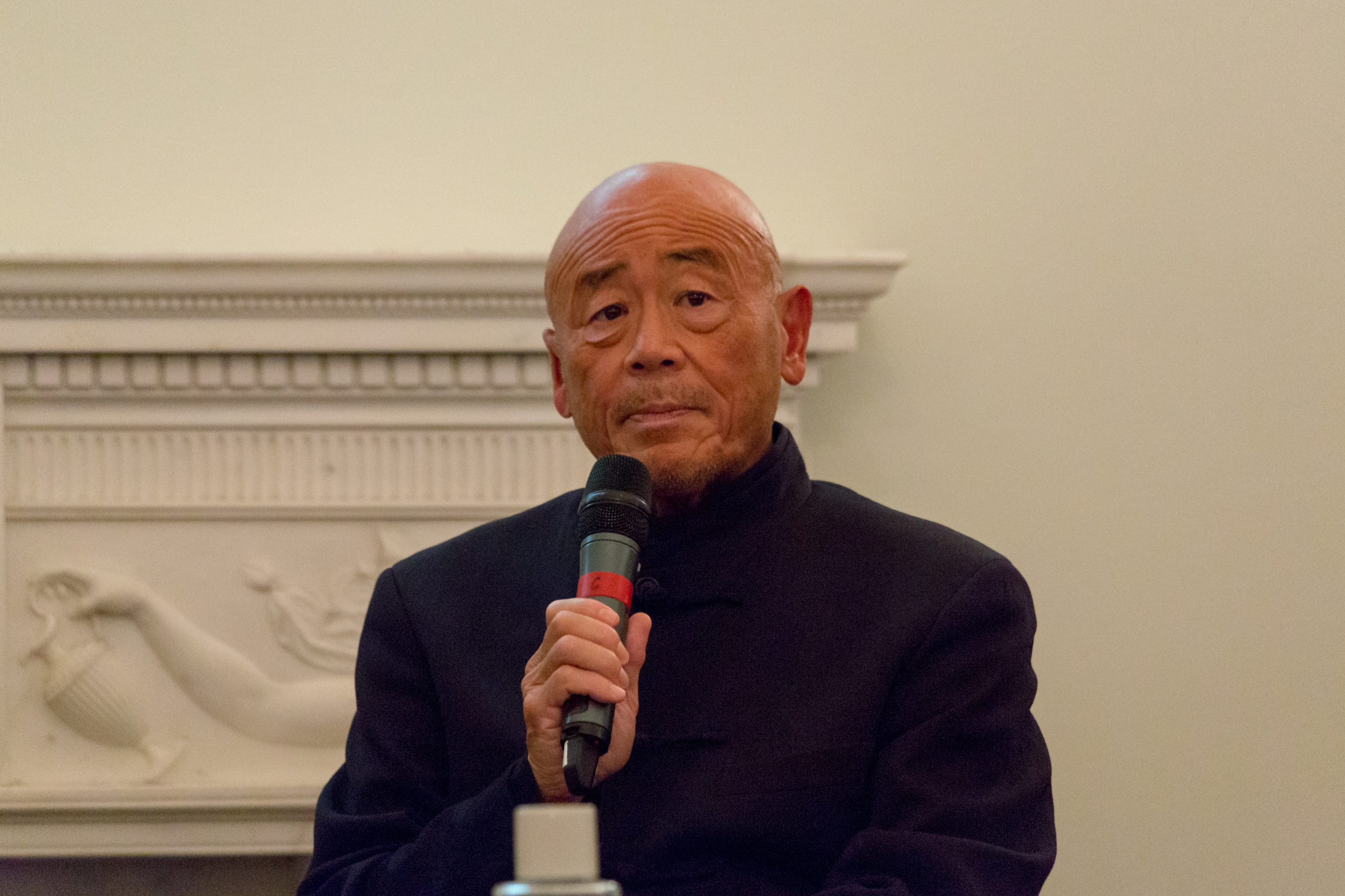
Ken Hom 2018

Ken Hom OBE (chinesisch 譚榮輝, Pinyin Tán Rónghuī; * 3. Mai 1949 in Tucson, Arizona) ist ein US-amerikanischer Koch, Autor und TV-Koch.

## Leben
Hom wurde 1949 in Tucson als Sohn taishanesischer Eltern geboren. Er wuchs in Chicago bei seiner verwitweten Mutter auf, da sein Vater starb, als er acht Monate alt war. Kochen lernte er im chinesischen Restaurant seines Onkels. Er studierte Kunstgeschichte an der University of California, Berkeley. 1984 moderierte Ken Hom erstmals bei der BBC eine TV-Kochshow, die Serie Ken Hom’s Chinese Cookery wurde ein großer Erfolg. 2009 wurde er mit dem Order of the British Empire ausgezeichnet.

## Veröffentlichungen

### TV-Serien
- Ken Hom’s Chinese Cookery (1984)
- Hot Chefs (1992)
- Ken Hom’s Hot Wok (1996)
- Ken Hom’s Travels with a Hot Wok (1998)
- Foolproof Chinese Cookery (2000)
- Take on the Takeaway (2007)
- Noodle Road (KBS) (2008)
- Exploring China: A Culinary Adventure (mit Ching He Huang) (2012)

### Bücher
- Ken Hom: Chinese Technique. Simon & Schuster, 1981, ISBN 0-671-25347-6.
- Ken Hom: Ken Hom’s East Meets West Cuisine. Macmillan Publishers, 1987, ISBN 0-333-45989-X.
- Ken Hom: Easy Family Dishes: A Memoir with Recipes. BBC Books, 1988, ISBN 0-563-38439-5.
- Ken Hom: The Taste of China. Pavilion Books, 1990, ISBN 1-85145-247-8.
- Ken Hom: Easy Family Recipes from a Chinese-American Childhood. Alfred A. Knopf, Inc., 1997, ISBN 0-394-58758-8.
- Ken Hom: Ken Hom’s Quick Wok. Headline Publishing Group, 2001, ISBN 0-7553-1091-8.
- Ken Hom: Truffes. Hachette Livre, 2001, ISBN 2-01-236629-5.
- Ken Hom: Ken Hom’s Travels With a Hot Wok. BBC Books, 2002, ISBN 0-563-53494-X.
- Ken Hom: Foolproof Asian Cookery. BBC Books, 2003, ISBN 0-563-48869-7.
- Ken Hom: Ken Hom’s Top 100 Stir Fry Recipes. BBC Books, 2004, ISBN 0-563-52164-3.
- Ken Hom: Wok & Co. Hachette, 2004, ISBN 1-84430-177-X.
- Ken Hom: Simple Asian Cookery. BBC Books, 2005, ISBN 0-563-49368-2.
- Ken Hom: Ken Hom’s Simple Thai Cookery. BBC Books, 2006, ISBN 0-563-49328-3.
- Ken Hom: My Kitchen Table – Ken Hom: 100 Quick Stir-Fry Recipes. BBC Books, 2011, ISBN 978-1-84990-147-5.
- Ken Hom: Complete Chinese Cookbook. BBC Books, 2011, ISBN 978-1-84990-082-9.
- Ken Hom: My Kitchen Table: 100 Easy Chinese Suppers. BBC Books, 2012, ISBN 978-1-84990-398-1.
- Ken Hom: Exploring China: A Culinary Adventure. BBC Books, 2012, ISBN 978-1-84990-498-8.
- My Stir-Fried Life, Ken Hom, The Robson Press, 2016, ISBN 978-1-84954-978-3.